# 下施陶芬巴赫
下施陶芬巴赫是德国莱茵兰-普法尔茨州的一个市镇。总面积2.01平方公里，总人口277人，其中男性130人，女性147人（2011年12月31日），人口密度138人/平方公里。